# Hólger Velasteguí
Hólger Augusto Velasteguí Domínguez (Ambato, 30 de diciembre de 1934) es un radiodifusor y político ecuatoriano que ejerció la alcaldía de Santo Domingo de los Colorados entre 1996 y 2000.

## Biografía
Nació el 30 de diciembre de 1934 en la parroquia Quisapincha del cantón Ambato, provincia de Tungurahua. Hijo de Eloy Nicolás Velasteguí Marcial y Cleotilde Domínguez, su padre fue un obrero de la Industria Algodonera, y su madre se dedicó a la administración de su hacienda, él es el mayor de 7 hermanos. 
Terminó sus estudios en 1953 en el Colegio Nacional Bolívar de Ambato, para posteriormente estudiar 4 años de medicina en la Universidad de Guayaquil. Su estadía en Guayaquil presentó gastos superiores a los ingresos de su familia, por lo que a más de la ayuda recibida, tendría que trabajar para solventarse. Dado su desenvolvimiento en el campo de la oratoria, decidió incursionar en la locución, siendo así que comenzó su carrera en la radio. Luego de una gira laboral por Colombia en 1957, se radicó en Quito, donde trasladó sus estudios a la Universidad Central del Ecuador. En 1959 se establece en el naciente poblado de Santo Domingo de los Colorados, donde funda radio Zaracay.
Se casó con Angélica Ramírez el 2 de febrero de 1962, natal del catón Pangua, trabajaba en su radio y a la vez ejercía profesorado.
En 2016 se pintó un mural retratando a Velasteguí en honor de los 50 años de cantonización de la ciudad, considerado el mural más grande de Santo Domingo hasta la fecha.

### Vida política
Regresó a la política en la década de 1990, luego de que en la década del 70 haya tenido una breve aparición. Se unió al Partido Social Cristiano en 1994, logrando así la diputación por Pichincha y posteriormente la alcaldía de Santo Domingo.
Fue alcalde de Santo Domingo, diputado por la provincia de Pichincha, vicepresidente del consejo cantonal y consejero provincial de Pichincha. Como alcalde se caracterizó por construir la casa municipal de la ciudad, construcción y reconstrucción de parques, entre ellos el central, y la construcción de un anillo vial regional. En otros ámbitos, como vicepresidente del consejo cantonal, estuvo presente en la firma del contrato para comenzar los estudios de la Hidroeléctrica Toachi Pilatón, y como consejero provincial logró la obtención de 25 hectáreas de tierra para la construcción del complejo Etho Vega.

## Publicaciones
- Velasteguí Domínguez, Hólger (2011). Una gran región Santo Domingo de los colorados. Gobierno Municipal de Santo Domingo. ISBN 9789942070777. [8][9]